# کیم مون-هوان
کیم مون-هوان (انگلیسی: Kim Moon-hwan؛ زادهٔ ۱ اوت ۱۹۹۵) بازیکن فوتبال اهل کره جنوبی است که در پست دفاع راست برای باشگاه ورزشی الدحیل در لیگ ستارگان قطر بازی میکند. 

## افتخارات

### چونبوک هیوندای موتورز
- اف ای کاپ کره جنوبی : ۲۰۲۲

### تیم ملی زیر ۲۳ سال کره جنوبی
- بازی‌های آسیایی : ۲۰۱۸